# Баг-е Сольтаніє
Баг-е Сольтаніє (перс. باغ سلطانيه) — село в Ірані, у дегестані Бакерабад, у Центральному бахші, шахрестані Магаллат остану Марказі. За даними перепису 2006 року, його населення становило 0 осіб, що проживали у складі 0 сімей.

## Клімат
Середня річна температура становить 15,23 °C, середня максимальна – 33,32 °C, а середня мінімальна – -6,22 °C. Середня річна кількість опадів – 194 мм.
| Клімат поселення                              | Клімат поселення | Клімат поселення | Клімат поселення | Клімат поселення | Клімат поселення | Клімат поселення | Клімат поселення | Клімат поселення | Клімат поселення | Клімат поселення | Клімат поселення | Клімат поселення | Клімат поселення |
| Показник                                      | Січ.             | Лют.             | Бер.             | Квіт.            | Трав.            | Черв.            | Лип.             | Серп.            | Вер.             | Жовт.            | Лист.            | Груд.            |                  |
| Середній максимум, °C                         | 10,94            | 13,80            | 17,91            | 23,69            | 28,06            | 31,75            | 33,32            | 32,61            | 28,93            | 23,12            | 17,03            | 11,03            |                  |
| Середня температура, °C                       | 2,36             | 5,23             | 9,35             | 15,12            | 19,50            | 23,18            | 26,99            | 26,26            | 22,60            | 16,78            | 10,70            | 4,69             |                  |
| Середній мінімум, °C                          | −6,22            | −3,34            | 0,77             | 6,55             | 10,93            | 14,61            | 20,64            | 19,93            | 16,27            | 10,45            | 4,36             | −1,65            |                  |
| Норма опадів, мм                              | 33               | 31               | 36               | 23               | 14               | 2                | 1                | 1                | 0                | 8                | 18               | 27               |                  |
| Середньомісячна швидкість вітру, м/с          | 1.42             | 2.07             | 2.70             | 2.98             | 2.79             | 2.58             | 2.72             | 2.43             | 2.21             | 2.23             | 1.57             | 1.44             |                  |
| Середньомісячна сонячна радіація, кДж/м²·день | 9797             | 13037            | 15530            | 18858            | 22687            | 26666            | 25892            | 24371            | 21315            | 15977            | 11614            | 9511             |                  |
| --------------------------------------------- | ---------------- | ---------------- | ---------------- | ---------------- | ---------------- | ---------------- | ---------------- | ---------------- | ---------------- | ---------------- | ---------------- | ---------------- | ---------------- |
| Джерело:                                      |                  |                  |                  |                  |                  |                  |                  |                  |                  |                  |                  |                  |                  |